# Rhododendron phaeochiton
Rhododendron phaeochiton är en ljungväxtart som beskrevs av Ferdinand von Mueller. Rhododendron phaeochiton ingår i släktet rododendron, och familjen ljungväxter. Inga underarter finns listade i Catalogue of Life.